# مسرح وسينما رويال
من اوائل المسارح في وسط بيروت 1919. كان موقع مسرح الرويال إلى الجهة الغربية من ساحة البرج وسط بيروت. كان يعرف بـ مسرح الشيدوفر، حيث كانت هذه الصالة ثمرة شراكة بين سليم آغا كريديه وسليم آغا بدر عام 1919، عندما أسساها لتكون داراً للعرض السينمائي تارة وللعرض المسرحي طوراً، وذلك لمدة خمس سنوات متتالية.
في 1924 انتقلت ملكية صالة الشيدوفر إلى نقولا قطان وجورج حداد اللذين غيّرا إسمها إلى مسرح الرويال لتحتفظ بهذا الاسم إلى هدمها بداية الخمسينات لفتح الطريق بين ساحة البرج وشارع بشارة الخوري. يوضح الكاتب والمخرج محمد سويد في كتابه “يا فؤادي”: قرار الهدم لم يلحظ مصير عمال الصالة وحقهم في الحصول على تعويضات.
وحين رفض أصحاب الصالة إخلاءها من محتوياتها، تفاقمت المشكلة وتحولت الصالة إلى سد في وجه تنفيذ مشروع شق الطريق، عندها نزل رئيس مجلس الوزراء سامي الصلح بنفسه إلى مبنى السينما، آمراً بهدمه على من فيه على الفور. وتردد في النهاية أن الحكومة وافقت على دفع تعويضات مقدارها سبعة عشر ألف ليرة.